# Andrea Casali
Andrea Casali (Civitavecchia, 17 novembre 1705 – Rome, 7 septembre 1784) est un peintre italien de style rococo.

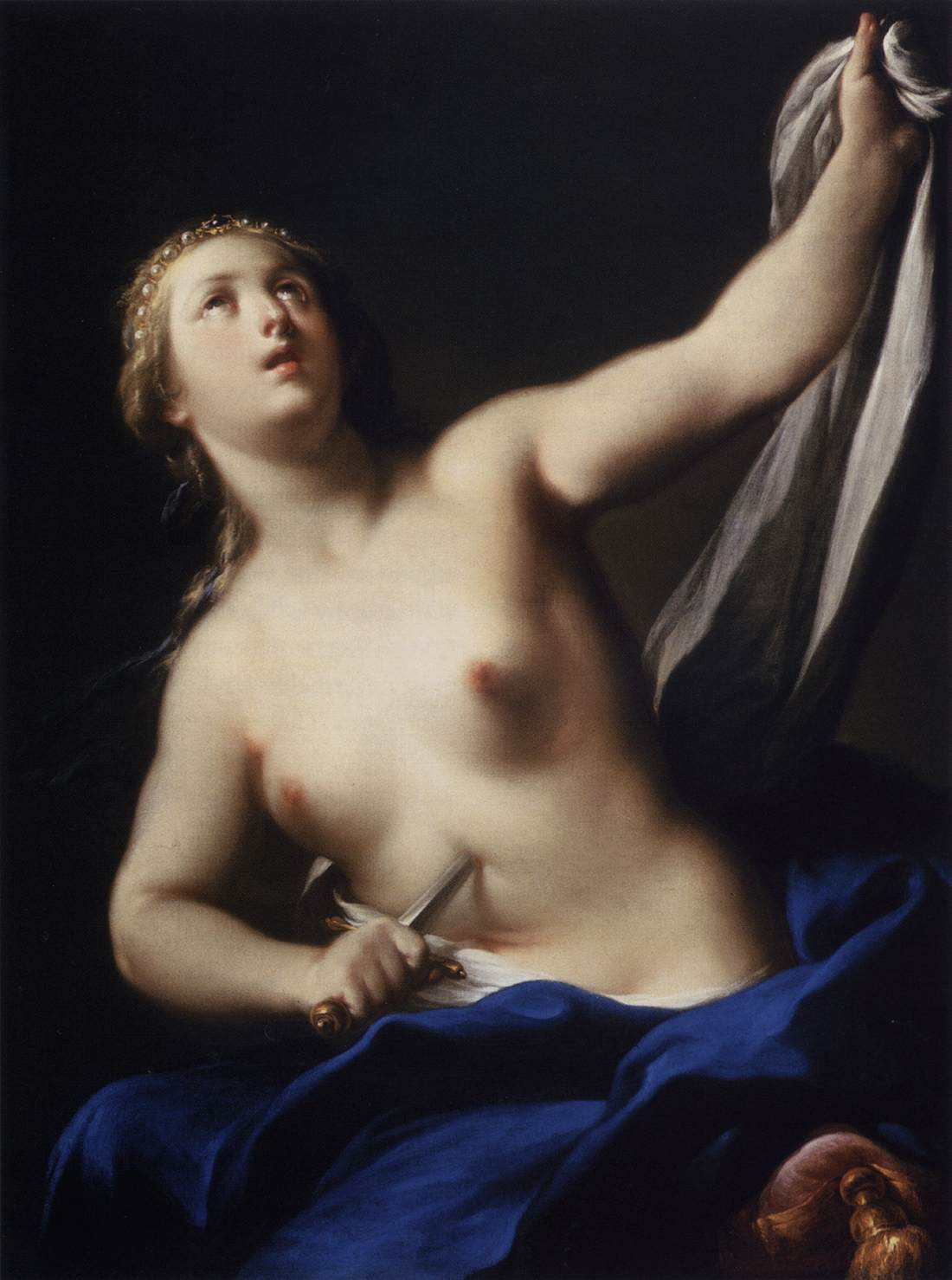
Lucrezia, Musée des beaux-arts de Budapest

## Biographie
Né le 17 novembre 1705, Andrea Casali, fils du tailleur Giovanni Antonio originaire de Lucques et de Maddalena Giovanna Luciani, originaire de Fermo dans les Marches, fait son apprentissage auprès de Sebastiano Conca puis de Francesco Trevisani. Certaines sources donnent par erreur comme date de naissance 1720.
En 1725, il participe au concorso Clementino, remportant le second prix de seconde classe. Son succès est rapide et le 23 juillet 1729, il reçoit la Croix de Chevalier par le pape Benoît XIII pour le cloître San Sisto Vecchio qui consacre le début de sa carrière.
Il part s'installer en Angleterre en 1741 où il est resté pendant vingt-cinq ans jusqu'en 1766. Durant cette période, Andrea Casali s'est consacré à trois genres divers : le portrait, la peinture religieuse et la peinture décorative. Il a été le professeur de James Durno. Ses protecteurs et commissionnaires principaux sont Thomas Coke (1697-1759) et le parlementaire William Beckford. À Londres, Andrea Casali organisa également au moins deux ventes aux enchères de peintures.
Après cette période anglaise, il s'installe pendant quelques années à Rome où il meurt le 7 septembre 1784 et est enterré dans la chapelle sainte Catherine de l'église Santissima Trinità degli Spagnoli.

## Œuvres
- Madone du Rosaire, 1731, Palazzo Vescovile (it), Rieti ;
- Martyre de sainte Christine, 1732, collegiata de Bolsena, Viterbe
- Le Christ mort soutenu par des anges, 1737, Cathédrale San Liberatore, Magliano Sabina, Rieti
- Adoration de l'agneau mystique par les vingt-quatre anciens de l'Apocalypse, 1735, Musée du Barocco, Palazzo Chigi, Ariccia.
- Anonciation et Adoration des mages, 1738, Accademia Albertina, Turin ;
- Portrait de Sir Charles Frederick, 1738, Ashmolean Museum, University of Oxford, Royaume-Uni

En Angleterre après 1741
- Adoration des mages, 1750, Foundling Hospital Museum, Londres
- Angelique et Medor, v. 1750, Fondation Bemberg Toulouse
- Bacchus e Ariane, 1755, Grundy Art Gallery (en), Blackpool, Royaume-Uni
- Portrait de Lady Anne Howard, 1759, Ingatestone, Essex, Royaume-Uni ;
- Allégorie de l'Automne, v. 1760, Leeds Museums and Galleries, Royaume-Uni
- Allégorie de l'Été, 1760, Holburne Museum, Bath, Royaume-Uni ;
- Lucrèce pleure son malheur, 1761, Musée du Louvre, Paris
- William Beckford enfant, 1765, collection Hamilton, Écosse ;

Dates non documentées
- Cléopâtre, huile sur toile, 100 × 74 cm, collection privée, vente Drouot 1997[2]

- Lucrezia, Musée des Beaux-Arts, Budapest ;
- Madonna con Bambino et L'Innocenza trionfante, Fine Arts Museum, San Francisco, États-Unis ;
- Lot ubriacato dalle figlie, collection privée, New York ;
- Galatea, Art Gallery, Glasgow, Royaume-Uni ;
- Adorazione dei Magi, Staatsgalerie, Stuttgart, Allemagne ;
- Ercole e Onfale, collection privée, Rome ;
- Lot e le figlie e Susanna e i vecchioni, collection Lemme, Rome ;
- Il banchetto di Antonio e Cleopatra, collection privée, Londres, Royaume-Uni ;
- Ester e Assuero, collection Cei, Florence ;
- Allegoria delle Arti e delle Scienze, Dyrham Park, Gloucestershire, Royaume-Uni ;
- Visione di San Felice di Valois e Scena della vita di San Michele, collection du marquis de Lozoya, Madrid ;
- Continenza di Scipione, Rhode Island School of Design Museum, N.Y., États-Unis ;
- San Giovanni Battista in preghiera, John and Mable Ringling Museum of Art, Sarasota FLA., États-Unis ;
- Marco Antonio e Cleopatra, palais royal de la Granja de San Ildefonso, Ségovie, Espagne ;
- L'assassinio di Sant'Edoardo il Martire, Burton Constable Hall (en), Humberside, Royaume-Uni ;
- La famiglia di Dario davanti Alessandro Magno, collection privée, Amsterdam ;